# Norman Podhoretz

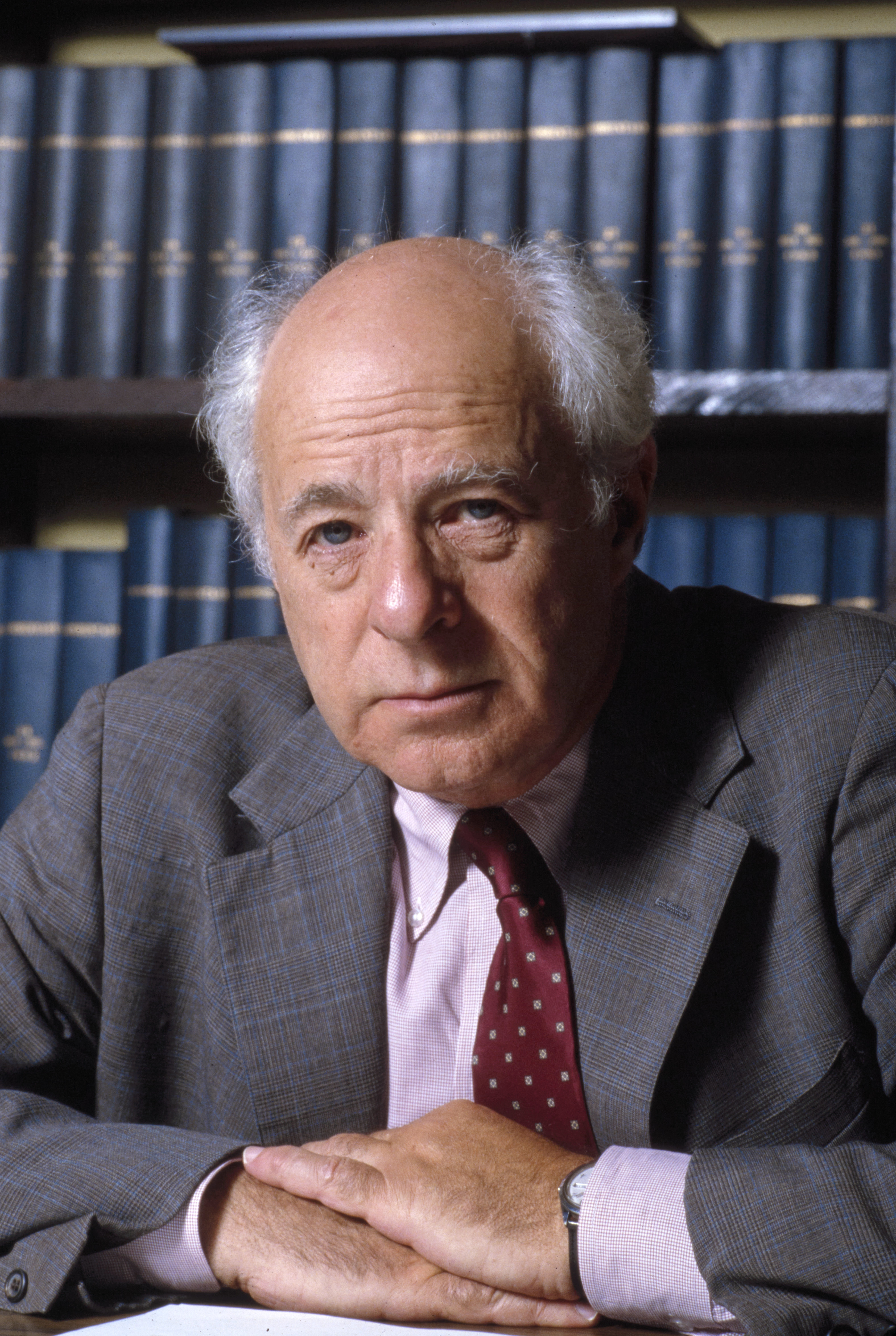
Norman Podhoretz (1986)

Norman Podhoretz (* 16. Januar 1930 in Brownsville, New York City) ist ein US-amerikanischer Intellektueller, der gemeinhin als einer der führenden Vertreter des Neokonservatismus in den USA angesehen wird. Er ist Sohn jüdischer Eltern, die aus Europa stammen.

## Werdegang
Podhoretz wuchs in Brownsville auf, einem multikulturell geprägten Viertel in Brooklyn, das vornehmlich von ärmeren Schichten bewohnt wird. Die Familie war linksgerichtet; seine Schwester war Mitglied einer sozialistischen Jugendbewegung.
Podhoretz erwarb den akademischen Grad eines Bachelors sowohl an der Columbia University (wo er u. a. bei Lionel Trilling studierte) als auch beim Jüdischen theologischen Seminar (Jewish Theological Seminary). Später erhielt er den BA erster Klasse und den Titel eines Master of Arts der University of Cambridge, England. Danach wurde er Redakteur des einflussreichen, zunächst (bis Ende der 1960er Jahre) eher liberalen, danach zusehends konservativen Commentary Magazine (USA) und löste 1960 Elliot Cohen als Chefredakteur ab; er leitete die vom American Jewish Committee initiierte und finanzierte Zeitschrift bis zu seiner Pensionierung 1995. Derzeit (Stand: Januar 2007) fungiert er als Herausgeber des vielfach als Zentralorgan des Neokonservatismus erachteten politischen Magazins.
1963, auf dem Höhepunkt der Rassenunruhen in den Vereinigten Staaten, publizierte er den Essay My Negro Problem - And Ours („Mein Negerproblem - und unseres“), der große Aufmerksamkeit erregte.
Von 1981 bis 1987 diente Podhoretz der United States Information Agency als Berater. Von 1995 bis 2003 war er Senior-Fellow (etwa: leitender Wissenschaftler oder leitender Mitarbeiter) beim Hudson Institute, einer konservativen Denkfabrik in Croton-on-Hudson (New York). Zudem ist er Mitglied des Council on Foreign Relations.
Neben dem bereits erwähnten American Jewish Committee ist Podhoretz mit einer Reihe weiterer Organisationen verbunden:
- Project for the New American Century: Unterzeichner der Charta
- Committee on the Present Danger: Mitbegründer (vgl. James Woolsey)
- Committee for the Free World: Mitbegründer

## Ansichten
Norman Podhoretz gilt als Falke in Fragen der Außenpolitik. Mit seinem Buch The Present Danger über die Gefahr der Finnlandisierung der Vereinigten Staaten hat er die außenpolitischen Leitlinien Ronald Reagans geprägt. Bei den Wahlen im Jahr 2000 unterstützte er John McCain in den Vorwahlen, nach den Anschlägen vom 11. September 2001 wurde Podhoretz ein großer Befürworter der Außenpolitik von George W. Bush. Im Jahr 2002 war er ein starker Verfechter des Irakkriegs und der Entmachtung von Saddam Hussein. 2019 antwortete er auf die Frage, ob der Irakkrieg ein Fehler gewesen sei:
Nein, ich bin in Bezug auf den Irak kompromisslos. Ich denke, es war damals das Richtige. Ich bin sogar so weit gegangen, zu sagen, dass Bush ein Amtsenthebungsverfahren verdient hätte, wenn er nicht angegriffen hätte. Jeder Geheimdienst der Welt sagte, dass Saddam Massenvernichtungswaffen – einschließlich Atomwaffen – hatte. Jeder seiner eigenen Geheimdienste sagte das. Saddam selbst sagte das. Besonders nach dem 11. September gab es fast keinen guten Grund, nicht anzugreifen. Die Regierung hatte alle diplomatischen Lösungen ausgeschöpft, von denen ich immer wusste, dass sie nicht funktionieren würden. Es ist unvorstellbar, dass die Bush-Regierung gelogen haben könnte. Wer wäre dumm genug, zu lügen, wenn man innerhalb von einer Woche entlarvt wird? Es ist lächerlich! Niemand hat gelogen, außer Saddam.
Im Juni 2007 plädierte Podhoretz für einen Militärschlag gegen das iranische Atomprogramm. Podhoretz war zu dieser Zeit sicher, dass Präsident George W. Bush vor dem Ende seiner Amtszeit den Iran angreifen würde. Podhoretz hatte Ende September 2007 ein Treffen mit Bush öffentlich gemacht. „Bei dem 45 Minuten langen Gespräch, das angeblich im offiziellen Dienstplan Bushs nicht auftauchte, habe Bush sehr aufmerksam den Argumenten Podhoretz’ für einen Luftschlag gegen Iran zugehört, ohne die eigene Präferenz festzulegen“, hieß es in einem Bericht der Welt. „Podhoretz’ Preisgabe des Gesprächs kurz vor dem Auftritt Ahmadinedschads an der New Yorker Columbia University wird mancherorts aber auch als eine indirekte Warnung an den Iran verstanden. Es sei sehr unüblich, ohne Einwilligung des Weißen Hauses über Termine mit Bush öffentlich zu reden.“ Podhoretz war auch außenpolitischer Berater des früheren New Yorker Bürgermeisters Rudolph Giuliani, der sich im Jahre 2008 als Präsidentschaftskandidat der Republikanischen Partei bewarb.
Er war zudem ein Unterstützter von Sarah Palin und schrieb 2010: Ich erkläre hiermit, dass ich lieber von der Tea Party als von der Demokratischen Partei regiert werden möchte und dass ich lieber Sarah Palin im Oval Office sitzen sehen würde als Barack Obama.
2016 unterstützte er zunächst Marco Rubio in den Vorwahlen und nach dessen Niederlage den Kandidaten der Republikaner, Donald Trump. Seinen Entschluss, Trump zu unterstützen, begründet er mit seiner Ablehnung von Hillary Clinton und deren Befürwortung des Iran-Atomabkommens.
Ich denke, das Iran-Abkommen ist eine der katastrophalsten Maßnahmen, die je ein amerikanischer Präsident getroffen hat. So ernst nehme ich es. Es ebnet dem Iran den Weg, eine Atomwaffe zu bekommen. Wenn der Iran eine Atomwaffe bekommt, besteht meiner Meinung nach die große Gefahr, dass es zu einem Atomkrieg zwischen dem Iran und Israel kommt. Das allein würde schon ausreichen, um mich gegen die Obama-Regierung und praktisch jeden, der daran beteiligt war, und ganz sicher auch gegen Hillary Clinton aufzubringen. Aus meiner Sicht ist das entscheidender als alles andere.
Zudem gab Podhoretz zu bedenken, dass in der Demokratischen Partei zunehmend israelskeptische Stimmen an Einfluss gewönnen:
Ich denke, es besteht kein Zweifel daran, dass man den Demokraten, wenn es um Israel geht, nicht länger vertrauen kann. Das progressive Milieu im Allgemeinen und die Demokratische Partei im Besonderen sind im Laufe der letzten 50 Jahre Israel gegenüber immer unfreundlicher geworden. Mittlerweile ist ein Punkt erreicht, an dem es innerhalb der Partei Elemente gibt, die Israel gegenüber eindeutig feindlich eingestellt sind, und viele, die einfach nur kalt und unfreundlich sind.
Podhoretz lobte Trump für dessen Entscheidung, Mike Pompeo zum Außenminister und John R. Bolton zum Sicherheitsberater zu ernennen. 2022 sagte Norman Podhoretz, dass er auch 2024 Donald Trump unterstützen werde, er fügte allerdings auch hinzu, dass die Republikaner auch noch andere gute Kandidaten für die Präsidentschaft hätten wie Tom Cotton.

## Familiäres
Norman Podhoretz war mit der Autorin Midge Decter (1927–2022) verheiratet. Er ist der Vater des syndizierten Kolumnisten John Podhoretz.

## Auszeichnungen
2004 verlieh ihm George W. Bush die Presidential Medal of Freedom, die höchste vom Präsidenten zu vergebende Auszeichnung für einen Zivilisten in den USA.

## Publikationen
- 1964: Doings and Undoings: The Fifties and After. (Essays über US-amerikanische Autoren)
- 1967: Making It. (Autobiographie), ISBN 0-394-43449-8
- 1979: Breaking Ranks: A Political Memoir.
- 1980: The Present Danger: Do We Have the Will to Reverse the Decline of American Power? ISBN 0-671-41395-3
- 1982: Why We Were in Vietnam. ISBN 0-671-44578-2
- 1986: The Bloody Crossroads: Where Literature and Politics Meet. (Essays über Albert Camus, Kundera, Henry Adams, Henry Kissinger, George Orwell u. a.), ISBN 0-671-61891-1
- 1999: Ex-Friends: Falling Out With Allen Ginsberg, Lionel & Diana Trilling, Lillian Hellman, Hannah Arendt, and Norman Mailer. (Memoiren), ISBN 1-893554-17-1
- 2000: My Love Affair With America: The Cautionary Tale of a Cheerful Conservative. (Autobiographie), ISBN 1-893554-41-4
- 2002: The Prophets: Who They Were, What They Are. (Über die klassischen hebräischen Propheten), ISBN 0-7432-1927-9
- 2003: The Norman Podhoretz Reader: A Selection of His Writings from the 1950s through the 1990s. Hrsg. von Thomas L. Jeffers, ISBN 0-7432-3661-0
- 2007: World War IV: The Long Struggle Against Islamofascism. Doubleday Books, ISBN 0-385-52221-5
- 2009: Why Are Jews Liberals? Doubleday Books, ISBN 0-385-52919-8

Deutsch:
- Der Riese taumelt. Amerika in der Bewährung. Busse-Seewald Verlag, 1984, ISBN 3-512-00620-5

### Kommentare
- Fareed Zakaria: Hysteria over Iran: Stalin, Mao And … Ahmadinejad? In: Newsweek, im Druck: 29. Oktober 2007
- Jörg Lau: Prophet des nächsten Weltkriegs In: Die Zeit, 25. Oktober 2007
- William F. Buckley, Jr.: World War IV? In: National Review, September 2007